# Damiano Lassandro
Damiano Lassandro (Bari, 18 dicembre 1947) è un ex pugile italiano, olimpionico a Monaco 1972, tre volte Campione italiano e sfidante al titolo europeo dei pesi superwelter.

## Carriera

### Da dilettante
Damiano Lassandro ha avuto un'ottima carriera dilettantistica, nei pesi welter. Nel 1968, a Cecina, vince il Campionato italiano battendo il finale Germano Valsecchi.
Ai Campionati europei di pugilato dilettanti 1971, a Madrid conquista la medaglia di bronzo. Batte il norvegese Ketil Hodne, ai punti, negli ottavi di finale. Elimina il forte sovietico Abdrashid Abrakhmanov, ai quarti, per ferita alla seconda ripresa. Si arrende solo in semifinale al tedesco dell'Est Manfred Wolke, ai punti.
Conquista la medaglia di bronzo, nello stesso anno, anche ai VI Giochi del Mediterraneo, disputati a Smirne.
Nel 1972 rappresenta l'Italia ai Giochi della XX Olimpiade di Monaco. Purtroppo è sorteggiato al primo turno contro il fuoriclasse cubano Emilio Correa, poi medaglia d'oro ed è subito eliminato.
Conclude la carriera da dilettante con 95 vittorie, 3 pari e 18 sconfitte.

### Da professionista
Esordisce tra i professionisti subito dopo i giochi olimpici nei pesi superwelter. Dopo 17 incontri tutti vinti, con un solo pari, giunge a incontrare di nuovo il futuro Campione d'Europa dei pesi medi, Germano Valsecchi, nel ring avverso di Milano e lo batte per Knock-out tecnico alla settima ripresa. Il match successivo subisce la prima sconfitta dall'argentino José Luis Durán, a Rimini, per abbandono al terzo round.
Subito dopo, a Pesaro, dove aveva eletto la sua residenza,  conquista per la prima volta la cintura italiana dei superwelter, il 5 novembre 1975, battendo Nino Castellini per squalifica alla quarta ripresa. Il suo primo regno dura poco perché il 21 aprile 1976 perde la rivincita per Kot al quarto round, in quello che sarà l'ultimo incontro per il titolo dello sfortunato Nino Castellini, che perirà in un incidente di moto nella galleria della Palermo-Punta Raisi il 26 agosto dello stesso anno.
Resosi vacante il titolo italiano, Lassandro lo riconquista il 3 novembre 1976 battendo a Pesaro Aldo Bentini per squalifica alla seconda ripresa. Poi affronta la sua prima trasferta all'estero, a Copenaghen, dove è sconfitto dal futuro Campione del Mondo Ayub Kalule per Kot al terzo round.
Difende due volte il titolo italiano, sempre a Pesaro, sconfiggendo nuovamente Aldo Bentini per knock-out tecnico all'undicesimo round e Walter Guernieri, ai punti. È poi dichiarato decaduto per non aver difeso la cintura nei successivi sei mesi ma comunque designato a contendere il titolo, reso vacante, contro Clemente Gessi. Il 3 giugno 1978, nella sua Pesaro, Damiano Lassandro conquista per la terza volta il titolo italiano dei superwelter per Kot alla seconda ripresa.
Il 13 febbraio 1980, Lassandro tenta la scalata al titolo europeo della categoria ma ottiene solo un discusso e ininfluente pari contro lo jugoslavo Marijan Beneš, pur combattendo in casa.
Dopo una sconfitta in Germania, contro il tedesco Frank Wissenbach, Lassandro incontra a Pesaro il futuro Campione del Mondo dei pesi medi, Sumbu Kalambay, il 17 aprile 1981, ed è sconfitto per Kot all'ottava ripresa. È il suo ultimo incontro.